# Sinfonia n. 100 (Haydn)
La Sinfonia n. 100 in sol maggiore, anche nota come Militare, è una composizione di Franz Joseph Haydn.
È l'ottava delle dodici sinfonie londinesi.

## Organico
L'orchestra è composta dai seguenti strumenti:
- legni: 2 flauti, 2 oboi, 2 clarinetti, 2 fagotti
- ottoni: 2 corni, 2 trombe
- percussioni: timpani, triangolo, piatti, grancassa
- archi: violini primi e secondi, viole, violoncelli, contrabbassi

## Struttura
La sinfonia è nella forma abituale in quattro movimenti:
1. Adagio - Allegro, 2/2
2. Allegretto, 2/2 (in do maggiore)
3. Minuetto: Moderato e Trio, 3/4
4. Finale: Presto, 6/8